# 羅伊什泰鄉
44°04′N 23°56′E / 44.067°N 23.933°E
羅伊什泰鄉（羅馬尼亞語：Comuna Rojiște, Dolj），是羅馬尼亞的鄉份，位於該國西南部，由多爾日縣負責管轄，處於布加勒斯特以西180公里，每年平均降雨量906毫米，海拔高度71米，2007年人口2,531。